# Cowgirl
Cowgirl – utwór zespołu Underworld, pochodzący z albumu Dubnobasswithmyheadman, wydany również jako singiel w 1994 roku.

## Singel

### Wydania
„Cowgirl” został wydany jako singiel w 1994 roku w (Stanach Zjednoczonych) nakładem wytwórni Wax Trax! i TVT oraz w Niemczech nakładem Intercord

### Lista utworów

#### Wersja amerykańska
Lista według Discogs:
| A1. | Cowgirl (Album Version)          | 8:55  |
|     |                                  |       |
| A2. | Cowgirl (Winjer Mix)             | 6:25  |
|     |                                  |       |
| B.  | Cowgirl (Irish Pub In Kyoto Mix) | 11:45 |
|     |                                  |       |
|     |                                  | 27:05 |
|     |                                  |       |

#### Wersja niemiecka
Lista według Discogs:
| 1. | Cowgirl (Album Version) autorzy – R. Smith, K. Hyde                      | 8:55  |
|    |                                                                          |       |
| 2. | Cowgirl (Irish Pub In Kyoto Mix) autorzy – R. Smith, K. Hyde, D. Emerson | 11:45 |
|    |                                                                          |       |
| 3. | Cowgirl (Winjer Mix) autorzy – R. Smith, K. Hyde, D. Emerson             | 6:25  |
|    |                                                                          |       |
| 4. | Rez autorzy – R. Smith, K. Hyde, D. Emerson                              | 9:55  |
|    |                                                                          |       |
|    |                                                                          | 37:00 |
|    |                                                                          |       |
- wydany – wrzesień 1994
- autorzy – Karl Hyde, Rick Smith, Darren Emerson
- produkcja – Underworld (Darren Emerson, Rick Smith, Karl Hyde)
- wyprodukowano – w studiu Lemonworld
- projekt graficzny – Tomato

Na rynku ukazało się kilkanaście rozmaitych wersji tego wydawnictwa wliczając remiksy.

## Odbiór

### Opinie krytyków
| Recenzje   | Recenzje     |
| Publikacja | Ocena        |
| ---------- | ------------ |
| AllMusic   | 4/5 gwiazdek |

Według Eda Gonzaleza ze Slant Magazine Cowgirl to piosenka „narkotyczna, oderwana i dystopijna, klejnot w koronie orwellowskiego dubnobasswithmyheadman”, symbolizująca „muzyczną i polityczną siłę” Underworld.
Zdaniem Johna Busha z AllMusic najlepsze utwory z albumu Dubnobasswithmyheadman to 'Mmm Skyscraper I Love You' i Cowgirl, stanowiące „innowacyjną mieszankę klasycznego acid house’u, techno i dubu, która brzmi inaczej, niż wszystko, co ją poprzedzało”.
| Kraj              | Lista            | Pozycja |
| ----------------- | ---------------- | ------- |
| Stany Zjednoczone | Dance Club Songs | 21      |

### Klasyfikacje
2004 – 30. miejsce na liście 100 najlepszych piosenek tanecznych magazynu Slant.

## Cowgirl (2000)
21 sierpnia 2000 roku utwór został wydany w wersji koncertowej, znajdującej się na albumie Everything, Everything. Wraz z nim wydano jego nowe miksy autorstwa Bedrock i Futureshock. Utwór doszedł do 2. miejsca na liście UK Dance Singles.

### Lista utworów

#### CD
Lista według Discogs:
| 1. | Cowgirl (Radio Edit)  | 3:43  |
|    |                       |       |
| 2. | Cowgirl (Bedrock Mix) | 11:54 |
|    |                       |       |
|    |                       | 15:37 |
|    |                       |       |

#### Winyl
Lista według Discogs:
| A. | Cowgirl (Bedrock Mix) inżynier remiksu – Jon Gray remiks – Bedrock  | 11:53 |
|    |                                                                     |       |
| B. | Cowgirl (Futureshock Mix) remiks, dodatkowy producent – Futureshock | 8:07  |
|    |                                                                     |       |
|    |                                                                     | 20:00 |
|    |                                                                     |       |

#### Maxisingel
Lista według Discogs:
| 1. | Cowgirl (Radio Edit) | 3:42  |
|    | |       |
| 2. | Cowgirl (Bedrock Mix) inżynier remiksu – Jon Gray remiks – Bedrock remiks, dodatkowy producent – John Digweed & Nick Muir | 11:53 |
|    | |       |
| 3. | Cowgirl (Futureshock Mix) remiks, dodatkowy producent – Futureshock                                                       | 9:32  |
|    | |       |
| 4. | Rez / Cowgirl (Live) | 11:35 |
|    | |       |
| 5. | Video Cowgirl (Edit / Video Enhanced Version)                                                                             | 3:40  |
|    | |       |
|    | | 40:22 |
|    | |       |

#### Wideo
Nagranie koncertowe „Cowgirl” ukazało się w Stanach Zjednoczonych w formacie karty płatniczej z utworem w technice QuickTime. Celem wydawnictwa była promocja albumu Everything, Everything.
| 1. | Cowgirl (Video) | 3:40  |
|    |                 |       |
|    |                 | 03:40 |
|    |                 |       |

### Listy tygodniowe
| Kraj            | Lista                  | Pozycja |
| --------------- | ---------------------- | ------- |
| Holandia        | Dutch Single Top 100   | 79      |
| Szkocja         | Scottish Singles Chart | 22      |
| Wielka Brytania | UK Singles Chart       | 24      |
| Wielka Brytania | UK Dance Singles       | 2       |

## Cowgirl (2014)
W czerwcu 2014 roku ukazało się zremasterowane nagranie utworu w formie digital download, zapowiadające zremasterowaną wersję albumu Dubnobasswithmyheadman, której wydanie zaplanowano na 6 października tego roku. Nagranie było dostępne na stronie Underworldlive.com do pobrania jedynie dla tych, którzy wcześniej złożyli zamówienia na album.

### Lista utworów
| 1. | Cowgirl | 8:29  |
|    |         |       |
|    |         | 08:29 |
|    |         |       |